# Campeonato regional de fútbol de Santo Antão Sur 2016-17
El campeonato regional de Santo Antão Sur 2016-17 es el campeonato que se juega en la isla de Santo Antão en el municipio de Porto Novo. Empezó el 12 de noviembre de 2016. El torneo lo organiza la federación de fútbol de Santo Antão Sur. El campeón se clasifica para el campeonato caboverdiano de fútbol 2017.
Académica do Porto Novo es el equipo defensor del título. Todos los partidos se juegan en el estadio municipal de Porto Novo. A diferencia de la temporada anterior los equipos Martímo y Tarrafal de Monte Trigo no participan en la competición, y el Sanjoanenses y Santo André vuelven al campeonato.

## Equipos participantes
- Académica do Porto Novo
- GDRC Fiorentina do Porto Novo
- Inter FC
- Lajedos FC
- CF Os Sanjoanenses
- Associação Santo André
- Sporting Clube do Porto Novo

## Tabla de posiciones
| Pos.                                      | Equipo                       | PJ | PG | PE | PP | GF | GC | Dif. | Pts. |
| ----------------------------------------- | ---------------------------- | -- | -- | -- | -- | -- | -- | ---- | ---- |
| 1                                         | Académica do Porto Novo      | 12 | 11 | 1  | 0  | 51 | 5  | +46  | 34   |
| 2                                         | Lajedos FC                   | 12 | 8  | 2  | 2  | 24 | 6  | +18  | 26   |
| 3                                         | CF Os Sanjoanenses           | 12 | 7  | 2  | 3  | 37 | 13 | +24  | 23   |
| 4                                         | Fiorentina do Porto Novo     | 12 | 3  | 3  | 6  | 15 | 21 | -6   | 12   |
| 5                                         | Inter FC                     | 12 | 2  | 4  | 6  | 12 | 34 | -22  | 10   |
| 6                                         | Sporting Clube do Porto Novo | 12 | 2  | 4  | 6  | 13 | 40 | -27  | 10   |
| 7                                         | Associação Santo André       | 12 | 0  | 2  | 10 | 6  | 39 | -33  | 2    |
| Última actualización: 25 de marzo de 2017 |                              |    |    |    |    |    |    |      |      |

|  | Clasificado para el campeonato caboverdiano de fútbol 2017. |

## Resultados
| Sanjoanenses        | 4 - 0 | Santo André          | Porto Novo | 12 de noviembre | 14:00 |
| Lajedos             | 1 - 0 | Fiorentina           | Porto Novo | 12 de noviembre | 16:00 |
| Sporting Porto Novo | 0 - 7 | Académica Porto Novo | Porto Novo | 13 de noviembre | 15:00 |

| Inter                | 2 - 1 | Sporting Porto Novo | Porto Novo | 19 de noviembre | 14:00 |
| Académica Porto Novo | 1 - 1 | Lajedos             | Porto Novo | 19 de noviembre | 16:00 |
| Fiorentina           | 0 - 3 | Sanjoanenses        | Porto Novo | 20 de noviembre | 15:00 |

| Santo André  | 0 - 2 | Fiorentina           | Porto Novo | 26 de noviembre | 14:00 |
| Sanjoanenses | 0 - 1 | Académica Porto Novo | Porto Novo | 26 de noviembre | 16:00 |
| Lajedos      | 1 - 0 | Inter                | Porto Novo | 27 de noviembre | 16:00 |

| Sporting Porto Novo  | 0 - 5 | Lajedos      | Porto Novo | 10 de diciembre | 14:00 |
| Inter                | 1 - 4 | Sanjoanenses | Porto Novo | 10 de diciembre | 16:00 |
| Académica Porto Novo | 6 - 0 | Santo André  | Porto Novo | 11 de diciembre | 15:00 |

| Fiorentina   | 1 - 4 | Académica Porto Novo | Porto Novo | 17 de diciembre | 14:00 |
| Santo André  | 0 - 2 | Inter                | Porto Novo | 17 de diciembre | 16:00 |
| Sanjoanenses | 6 - 0 | Sporting Porto Novo  | Porto Novo | 18 de diciembre | 15:00 |

| Lajedos             | 2 - 0 | Sanjoanenses | Porto Novo | 14 de enero | 14:00 |
| Sporting Porto Novo | 1 - 1 | Santo André  | Porto Novo | 14 de enero | 16:00 |
| Inter               | 0 - 5 | Fiorentina   | Porto Novo | 15 de enero | 15:00 |

| Académica Porto Novo | 8 - 0 | Inter               | Porto Novo | 21 de enero | 14:00 |
| Fiorentina           | 1 - 1 | Sporting Porto Novo | Porto Novo | 21 de enero | 16:00 |
| Santo André          | 0 - 4 | Lajedos             | Porto Novo | 22 de enero | 15:00 |

| Lajedos              | 3 - 1 | Santo André  | Porto Novo | 28 de enero | 14:00 |
| Académica Porto Novo | 1 - 0 | Fiorentina   | Porto Novo | 28 de enero | 16:00 |
| Sporting Porto Novo  | 2 - 7 | Sanjoanenses | Porto Novo | 29 de enero | 16:00 |

| Sanjoanenses         | 1 - 1 | Inter               | Porto Novo | 11 de febrero | 14:00 |
| Académica Porto Novo | 8 - 2 | Sporting Porto Novo | Porto Novo | 11 de febrero | 16:00 |
| Fiorentina           | 3 - 2 | Santo André         | Porto Novo | 12 de febrero | 15:00 |

| Fiorentina  | 0 - 4 | Lajedos              | Porto Novo | 18 de febrero | 14:00 |
| Santo André | 0 - 2 | Sporting Porto Novo  | Porto Novo | 18 de febrero | 16:00 |
| Inter       | 1 - 8 | Académica Porto Novo | Porto Novo | 19 de febrero | 15:00 |

| Inter                | 2 - 2 | Santo André         | Porto Novo | 25 de febrero | 14:00 |
| Académica Porto Novo | 3 - 0 | Sanjoanenses        | Porto Novo | 25 de febrero | 16:00 |
| Lajedos              | 0 - 1 | Sporting Porto Novo | Porto Novo | 26 de febrero | 15:00 |

| Sporting Porto Novo | 1 - 1 | Fiorentina   | Porto Novo | 11 de marzo | 14:00 |
| Inter               | 0 - 1 | Lajedos      | Porto Novo | 11 de marzo | 16:00 |
| Santo André         | 0 - 7 | Sanjoanenses | Porto Novo | 12 de marzo | 15:00 |

| Santo André                                                                   | 0 - 3 n1 | Académica Porto Novo | Porto Novo | 18 de marzo | 14:00 |
| Sanjoanenses                                                                  | 2 - 2    | Lajedos              | Porto Novo | 18 de marzo | 16:00 |
| Fiorentina                                                                    | 1 - 1    | Inter                | Porto Novo | 19 de marzo | 15:00 |
| Nota 1: El Santo André no se presentó y se le dio el partido por perdido 0-3. |          |                      |            |             |       |

| Sporting Porto Novo | 2 - 2 | Inter                | Porto Novo | 24 de marzo | 16:30 |
| Sanjoanenses        | 3 - 1 | Fiorentina           | Porto Novo | 25 de marzo | 14:00 |
| Lajedos             | 0 - 1 | Académica Porto Novo | Porto Novo | 25 de marzo | 16:00 |

### Evolución de las posiciones
| Equipo / Jornada | 01 | 02 | 03 | 04 | 05 | 06 | 07 | 08 | 09 | 10 | 11 | 12 | 13 | 14 |
| ---------------- | -- | -- | -- | -- | -- | -- | -- | -- | -- | -- | -- | -- | -- | -- |
| Académica P.N.   | 1  | 2  | 1  | 1  | 1  | 1  | 1  | 1  | 1  | 1  | 1  | 1  | 1  | 1  |
| Fiorentina P.N.  | 5  | 5  | 5  | 4  | 5  | 4  | 4  | 4  | 4  | 4  | 4  | 4  | 4  | 4  |
| Inter            | 4  | 4  | 4  | 5  | 4  | 5  | 5  | 5  | 5  | 5  | 5  | 6  | 5  | 5  |
| Lajedos          | 3  | 3  | 2  | 2  | 3  | 2  | 2  | 2  | 2  | 2  | 2  | 2  | 2  | 2  |
| Sanjoanenses     | 2  | 1  | 3  | 3  | 2  | 3  | 3  | 3  | 3  | 3  | 3  | 3  | 3  | 3  |
| Santo André      | 6  | 6  | 6  | 6  | 6  | 6  | 7  | 7  | 7  | 7  | 7  | 7  | 7  | 7  |
| Sporting P.N.    | 7  | 7  | 7  | 7  | 7  | 7  | 6  | 6  | 6  | 6  | 6  | 5  | 6  | 6  |

| Campeón Académica do Porto Novo 11º título |

## Estadísticas
- Mayor goleada: Académica Porto Novo 8 - 0 Inter (21 de enero)
- Partido con más goles: Académica Porto Novo 8 - 2 Sporting Porto Novo (11 de febrero)
- Mejor racha ganadora: Académica Porto Novo; 10 jornadas jornada 3 a 14, incluye jornadas de descanso)
- Mejor racha invicta: Académica Porto Novo; 12 jornadas (jornada 1 a 14, incluye jornadas de descanso)
- Mejor racha marcando: Académica Porto Novo; 12 jornadas (jornada 1 a 14, incluye jornadas de descanso)
- Mejores racha imbatida: Lajedos; 4 jornadas (jornada 3 a 7, incluye jornadas de descanso)